# 斯特凡·安德烈
斯特凡·安德烈（羅馬尼亞語：Ştefan Andrei；1931年3月29日—2014年8月31日），博士，水利建筑工程师，罗马尼亚共产党中央政治执行委员会委员、中央书记处书记，罗马尼亚政府副总理、外交部长、国防委员会委员。。

## 生平
1931年，出生于罗马尼亚奥尔特尼亚地区多尔日县波达里乡的铁路工人家庭。
1951年，就读于布加勒斯特土木工程技术大学水电工程学院。
1954年，任布加勒斯特石油和天然气工业研究学院助理教授和实验室主任。
1951年，任罗马尼亚劳动青年联盟机关报《青年火花报》社国际部编辑。
1957年，加入罗马尼亚工人党。
1960年，任罗马尼亚全国学生联合会国际委员会主席和文化艺术委员会主席。
1961年，任罗马尼亚劳动青年联盟中央书记处书记兼中央国际部长。
1965年，任罗马尼亚工人党中央委员会国际部副部长。
1966年，任罗马尼亚共产党中央委员会国际部第一副部长。
1969年，为罗共中央候补中央委员。
1972年，被增选为罗马尼亚共产党中央委员、中央政治执行委员会候补委员、中央书记处书记，分管国际关系问题。
1973年，兼任罗共中央对外联络和国际经济合作部部长。
1974年，任罗马尼亚社会主义共和国国防委员会委员。11月，为罗马尼亚共产党中央政治执行委员会候补委员、中央书记处书记、政治执行委员会常设局委员。
1975年，为特尔古日乌第一选区大国民议会代表。
1978年，任外交部长。
1980年，为霍雷祖第四选区大国民议会代表。
1985年，被解除外交部长职务，任党中央委员会书记兼中央经济和社会活动工人监督委员会主席。12月，为全国劳动人民委员会执行局副主席。
1986年，为全国劳动人民委员会副主席。
1987年，任罗马尼亚社会主义共和国政府副总理，主管经贸工作。11月，兼任政府经济技术合作委员会主席和常驻经济互助委员会代表、经互会执行委员会成员。
1988年，因“苏利纳港存放化学废料事件”受到警告处分。
1989年，罗马尼亚革命。
1990年，被逮捕。
1991年，被释放。
1992年，再次入狱，被判处有期徒刑14年。
1994年，总统签署特赦令，获释出狱。
2014年，逝世。